# Trois Hommes en habit

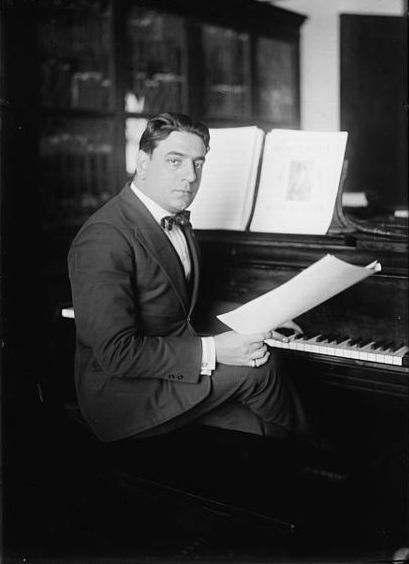
Tito Schipa pose devant un piano, une partition dans la main.

Trois Hommes en habit (titre original : Tre uomini in frak) est un film franco-italien réalisé par Mario Bonnard, sorti en 1933 et mettant en scène Tito Schipa, Eduardo De Filippo et Fred Pasquali. Il marque les débuts au cinéma d'Assia Noris.
Le film est sorti en deux versions, l'une en français et l'autre en italien.

## Synopsis
Un bon ténor terrifié par le public est exploité par deux « camarades » Gilberto et Andrea. À défaut de se produire, caché derrière la scène,  il « prête » sa voix à Gilberto de sorte que celui-ci devient célèbre à sa place, mais lorsque le succès arrive, le chanteur surmonte sa peur et reprend possession de sa voix.

## Fiche technique
- Titre français : Trois Hommes en habit
- Titre original :Tre uomini in frak
- Réalisation : Mario Bonnard
- Production : Seymour Nebenzal, Giuseppe Amato
- Scénario : William Aguet, Michele Galdieri, Mario Bonnard
- Musique : Giulio Bonnard, Dan Caslar, Umberto Mancini
- Photographie : Ferdinando Martini, Giovanni Vitrotti
- Montage : Mario Bonnard
- Compagnies de production : Caesar Film, Prima Film
- Distribution : Prima Film
- Genre : Comédie
- Durée : 70 minutes
- Date de sortie : 2 avril 1933
- Pays de production :  France,  Royaume d'Italie

## Distribution
- Tito Schipa : le tenor Marcello Palma
- Eduardo De Filippo : Gilberto, l'impresario
- Fred Pasquali  : Gilbert
- Peppino De Filippo : Andrea
- Simone Vaudry : Lucy
- Assia Noris : la jeune américaine
- Jeanne Perriat : Mme Laure
- Jean Gobet ,: André
- Maria Wronska : Mademoiselle Laura
- Charles Dechamps : le journaliste
- Milly Milly : Lucia
- Camillo Pilotto : le journaliste